# Bernd Kannenberg
Bernd Gerhard Kannenberg (Königsberg, 1942. augusztus 20. – Münster, 2020. január 13.) olimpiai bajnok német atléta.

## Pályafutása
Megnyerte az 50 kilométeres gyaloglás versenyszámát a hazájában rendezett olimpiai játékokon 1972-ben. Két évvel később az Európa-bajnokságon 20 kilométeren állt dobogóra, ekkor ezüstérmesként.
1972. május 27-én 3:52:45-ös időeredménnyel új világrekordot állított fel 50 kilométeres távon. Ez a rekord közel hat évig, 1978. áprilisáig állt fenn, amikor is a mexikói Raúl González majd hét perccel ért el jobb eredményt.

## Egyéni legjobbjai
- 20 kilométeres gyaloglás – 1.24:45 (1974)
- 50 kilométeres gyaloglás – 3.52:45 (1972)